# چندپور-۵
چندپور-۵ (به لاتین: Chandpur-5) یک منطقهٔ مسکونی در بنگلادش است که در ناحیه چاندپور واقع شده‌است.